# V369 Близнецов
V369 Близнецов (лат. V369 Geminorum, HD 52452) — тройная звезда в созвездии Близнецов на расстоянии приблизительно 188 световых лет (около 57,6 парсек) от Солнца. Видимая звёздная величина звезды — от +8,12m до +7,95m.
Пара второго и третьего компонентов — двойная вращающаяся эллипсоидальная переменная звезда (ELL)*. Орбитальный период — около 0,423 суток (10,15 часа)*.

## Характеристики
Первый компонент — жёлтый карлик, эруптивная переменная звезда типа RS Гончих Псов (RS) спектрального класса G5V**, или G5. Масса — около 0,83 солнечной, радиус — около 1,52 солнечного, светимость — около 0,483 солнечной. Эффективная температура — около 5370 К.
Второй компонент — жёлтый карлик спектрального класса G4V**. Масса — около 0,946 солнечной, радиус — около 1,06 солнечного, светимость — около 1,022 солнечной. Эффективная температура — около 5637 К*.
Третий компонент — оранжевый карлик спектрального класса K. Масса — около 0,721 солнечной, радиус — около 0,92 солнечного, светимость — около 0,394 солнечной. Эффективная температура — около 4762 К*.